# Cayetano Cornet
Cayetano Cornet Pamies (* 22. srpna 1963, Reus) je bývalý španělský (resp. katalánský) atlet, halový mistr Evropy v běhu na 400 metrů z roku 1989.

## Sportovní kariéra
V roce 1989 se stal halovým mistrem Evropy v běhu na 400 metrů, o rok později vybojoval na této trati bronzovou medaili. Úspěšný byl v běhu na 400 metrů i na halovém mistrovství světa – v letech 1989 a 1991 skončil třetí. Jeho osobní rekord na této trati 44,96 z roku 1989 vydržel jako španělský rekord až do roku 2018.